# Road Rash (videojuego de 1991)
Road Rash es un videojuego  videojuego de carreras y combate vehicular de 1991 desarrollado y publicado originalmente por Electronic Arts (EA) para Sega Genesis. Posteriormente, diferentes empresas lo adaptaron a una variedad de sistemas contemporáneos. El juego se centra en una serie de carreras de motocicletas en California que el jugador debe ganar para avanzar a carreras de mayor dificultad, mientras participa en combates armados y desarmados. obstaculizar a los otros corredores.
Road Rash fue uno de los primeros juegos concebidos por EA tras la decisión de la compañía de comenzar a desarrollar juegos internamente. Los programadores del juego Dan Geisler y Carl Mey fueron contratados por EA para crear un efecto de camino inclinado para un título de NES llamado Mario Andretti Racing. Cuando la NES demostró ser incapaz de producir el efecto deseado, el enfoque cambió a un juego de carreras de motocicletas para el Sega Genesis más poderoso. El juego incluye elementos de combate que se inspiraron en el comportamiento violento de los motociclistas de Grand Prix durante las carreras, y la incertidumbre resultante en torno al género del juego creó un conflicto entre el equipo de desarrollo de EA y la dirección.
Road Rash fue lanzado con éxito comercial y de crítica, y fue el título más rentable de EA hasta la fecha. La versión original para Sega Genesis fue especialmente aclamada por su jugabilidad violenta y agresiva y la convincente sensación de velocidad en sus gráficos. El juego es la primera entrega de la serie Road Rash, y fue seguido por una serie de secuelas realizadas para varias consolas.

## Jugabilidad
Road Rash pone al jugador en control de un corredor de motocicletas que debe terminar en cuarto lugar o más alto entre otros catorce corredores; el jugador avanza a lo largo de los cinco niveles al ganar cinco carreras en cada nivel. El juego es principalmente para un jugador, pero permite que dos jugadores jueguen intermitentemente entre sí. Las carreras del juego tienen lugar en varios escenarios de California, incluidos Grass Valley, Sierra Nevada, Napa Valley y Carretera de la costa del Pacífico. Durante una carrera, el corredor puede frenar, acelerar y atacar a los oponentes vecinos. El corredor golpeará al oponente más cercano con una entrada predeterminada, mientras que mantener presionado un botón de dirección durante la entrada resultará en un revés o una patada. Algunos oponentes empuñan garrotes, que el corredor puede tomar y usar si el oponente es atacado mientras sostiene el garrote para golpear. El corredor puede ser expulsado de su moto si choca contra un obstáculo (como vacas, ciervos, automóviles y árboles) o si se quedan sin resistencia (que se muestra en la esquina inferior izquierda de la pantalla) debido a peleas con oponentes. En este caso, el corredor correrá automáticamente hacia su moto, aunque el jugador puede alterar su rumbo y evitar el tráfico entrante con los botones de dirección, o quedarse quieto manteniendo presionado el botón de entrada del freno. Los oponentes también serán expulsados de su moto si su propia resistencia se agota; la resistencia del oponente más cercano es visible en la esquina inferior derecha de la pantalla.
El corredor comienza el juego con $ 1,000 y gana premios en efectivo por cada carrera exitosa. Entre carreras, el jugador puede acceder a una tienda y ver varias motos de diferentes pesos, velocidades y capacidades de dirección, y el jugador puede comprar una nueva moto con el dinero que ha acumulado. El jugador recibirá una contraseña al final de una carrera exitosa, que se puede ingresar en una pantalla de ingreso de contraseña en una sesión posterior para mantener el progreso del jugador; El jugador avanzará al siguiente nivel después de ganar una carrera en las cinco pistas del juego. El jugador gana el juego al ganar una carrera en cada pista en los cinco niveles.
La moto tiene su propio "medidor de daño" entre los medidores de resistencia del corredor y de los oponentes, que disminuye cada vez que el corredor sufre un choque. La bicicleta se arruinará si el medidor se agota por completo, lo que pone fin a la participación del jugador en la carrera actual y deduce el costo de una factura de reparación del saldo del corredor. Oficiales motorizados hacen apariciones esporádicas a lo largo de las pistas del juego y también pueden poner fin a la participación del jugador si detienen al corredor después de un accidente, lo que deduce el costo de una multa de su saldo. Si el corredor no tiene fondos para cubrir una factura de reparación o una multa, el juego terminará prematuramente.

## Desarrollo y lanzamiento

### Concepción y desarrollo temprano
Road Rash fue uno de los primeros títulos concebidos por EA después de tomar la decisión de comenzar a desarrollar videojuegos internamente; hasta ese momento, EA había subcontratado previamente el desarrollo de videojuegos a estudios externos, y se centró principalmente en juegos de PC debido a los efectos de la crisis del videojuego de 1983. En sus pasos tentativos de regreso al mercado de las consolas, EA se centró en géneros que estaban determinados a ser estratégicos, a saber, títulos de deportes y carreras. El desarrollo preliminar comenzó en un título de NES llamado Mario Andretti Racing, y el programador Dan Geisler fue contratado por la compañía en ese momento. El director técnico Carl Mey, que acababa de ser despedido de Epyx después de su quiebra, también fue contratado por EA y se le dio su primer proyecto importante de crear un efecto de "camino inclinado" para el juego. Mey pronto se dio cuenta de que, si bien la NES era capaz de generar efectos de escala en el camino, la banca estaría más allá de la capacidad de la consola. El productor y diseñador Randy Breen, quien anteriormente estuvo involucrado con Indianapolis 500: The Simulation, fue influenciado por la dificultad y el tedio de ese título para crear un juego de carreras con más accesibilidad y valor de entretenimiento. Debido a que Andretti iba a seguir una fórmula similar a Indianapolis 500, Geisler, Breen, Mey y el codiseñador Walter Stein comenzaron una sesión de lluvia de ideas para un tipo diferente de juego de carreras que no necesariamente se adheriría al realismo. Después de que Mey y Geisler rechazaron QuadRunners como posibles vehículos de carreras debido a la configuración de pista de tierra de "Andretti", Breen sugirió motocicletas. Breen relató: "Me gustaban las motocicletas durante mucho tiempo y rápidamente nos dimos cuenta de que las motos nos brindaban muchas ventajas técnicas. Por ejemplo, podíamos poner más bicicletas que automóviles en la pantalla a la vez, y los motociclistas eran más visibles que los conductores de automóviles, para que sean más expresivos". El título del juego se originó cuando Breen le recordó al grupo que montaba su propia bicicleta en Mulholland Drive para reunirse con amigos y pensaba para sí mismo: "Hombre, si te borraste aquí, tendrías un grave problema en la carretera". Geisler sugirió el título Road Rash on Mulholland Drive, y Breen usó el nombre para presentar el concepto a EA. El título finalmente se redujo a "Road Rash", y el desarrollo se trasladó de la NES a la recientemente presentada Sega Genesis, que era lo suficientemente potente como para generar los efectos de carretera deseados.
Antes de unirse a EA, Geisler había trabajado en el juego de carreras Vette! de Spectrum HoloByte; La codificación de Geisler para este título proporcionó el marco para Road Rash, en particular su algoritmo para estimar la curvatura de la carretera. Geisler afirmó que la capacidad de memoria del Génesis podría haberle permitido crear 802 millas de carreteras únicas y que podría haber trazado con precisión toda la costa de California. Geisler tardó unos seis meses en crear el efecto de carretera de Road Rash, lo que comprende una gran parte del desarrollo inicial del juego. La tecnología de renderizado 3D para el juego fue adaptada de la versión Genesis de Blockout, que estaba en desarrollo al mismo tiempo. El artista principal Arthur Koch se incorporó al equipo de desarrollo después de que el proyecto estaba en marcha, y se le encomendó la tarea de capacitar a los otros artistas sobre el uso de las herramientas internas de EA y la conformidad con la paleta de 64 colores de Genesis, que según Koch "era difícil para muchos artistas para captar". Tras varios meses de desarrollo, EA tomó la decisión de promover "Road Rash" en el Consumer Electronics Show de 1990 como muestra de apoyo a Sega Genesis. Esta demostración inicial resultó insatisfactoria; como recordó Breen: "Luchamos por mantener una velocidad de fotogramas razonable y las animaciones no fueron efectivas". A Mey también le preocupaba "la visión muy dócil, casi Disney de la AMA, y el deseo de Randy de convertirlo en un juego de estilo ir a 'cualquier' parte". Comentó que el equipo de desarrollo se referiría al juego como "Randy's Sunday Ride" a sus espaldas, y que "todos sabíamos que 'Road Rash' necesitaba más pelotas para vender que una simulación de alguien siguiendo el límite de velocidad". Después del espectáculo, era necesario volver a lanzar el juego dos veces para evitar la cancelación, y el equipo recibió seis meses adicionales para mejorar el juego.

### Renovación y lanzamiento
Mey solicitó al productor de EA Richard Hilleman que se le diera control creativo sobre el juego con el argumento de que "quería hacer que el juego fuera increíble", a lo que Hilleman estuvo de acuerdo. Durante los meses siguientes, Geisler y Stein mejoraron el rendimiento del juego y Connie Braat refinó la animación. Para aumentar la sensación de inmersión del jugador, los corredores rivales recibieron nombres y personajes individuales, y bromearían entre carreras. Los oficiales motorizados que persiguen al jugador y lo arrestan si choca se agregaron al juego para crear tensión. Para obtener material de referencia, Koch fue a un departamento de policía local y convenció a un oficial de motor para que posara para las fotografías. Las animaciones de eliminación fueron provocadas por el trabajo anterior de Koch en John Madden Football y Lakers versus Celtics and the NBA Playoffs; Sobre el tema, Koch dijo: "Me decepcionaron las tacleadas, las caídas y las faltas. Pensé que podrían ser mucho más dinámicas. Así que sugerí que dedicamos más fotogramas de animación a los choques". Breen citó la influencia adicional de "Wile E. Coyote and the Road Runner" y "otras caricaturas en las que el villano recibe una paliza", y agregó que "aunque los hizo retroceder, fue divertido de ver". El elemento de combate del juego se inspiró en el comportamiento de los motociclistas de Grand Prix, que Breen notó que a veces se empujaban y pateaban durante las carreras. Otras influencias en este aspecto incluyen las escenas de acción de pandillas de motociclistas en Akira y la escena de la bomba de neumáticos en Breaking Away.
Mientras trabajaban en el sistema de combate del juego, Mey y Geisler establecieron una regla de "no proyectiles", ya que tales elementos eran un problema importante en los motores del juego que se ejecutaban en función de la velocidad de fotogramas. La introducción de elementos de lucha sirvió para enturbiar la clasificación de género del juego entre la dirección de EA, ya que se especializaban principalmente en juegos de simulación y no estaban seguros de cómo comercializar un título que era simultáneamente un juego de lucha y de carreras. Geisler nombró Hang-On como una influencia en la dirección del juego, diciendo que "Hang-On antes que nosotros era un juego que me gustaba, pero pensé que era limitado, sin colinas, no puñetazos, no patadas. Respeto a Yu Suzuki, pero tenía en mente que esto haría que 'Hang-On' fuera obsoleto. Y creo que lo logramos". Debido al contenido violento del juego, EA no pudo obtener licencias oficiales de los fabricantes existentes, por lo que creó marcas sólidas en su lugar; "Panda", "Shuriken", "Kamikaze" y "Diablo" se derivan respectivamente de Honda, Suzuki, Kawasaki y Ducati. Las carreteras del juego fueron modeladas por un equipo dirigido por Domonique Philipine y utilizó curvas de Bézier. Breen afirmó que el efecto de carretera final hizo que algunos jugadores vomitar de mareos por movimiento, a lo que gritó "Genial, ¡Finalmente hice un juego que hace que la gente vomite!". El modo multijugador simultáneo, que se convertiría en una característica común de los títulos posteriores de Road Rash, aún no era posible debido a la potencia de la CPU consumida por el efecto de carretera del juego. La música del juego fue compuesta por Rob Hubbard.  Road Rash  fue el segundo juego de motocicletas de Hubbard después del título de Action Biker de Mastertronic de 1985.
El desarrollo de "Road Rash" se extendió por un total de aproximadamente 21 meses. Breen aprovechó la política de EA de no acreditar a los productores en el arte de la caja eliminando el nombre de Mey e insertando el suyo. Este incidente llevó a EA a abolir por completo la práctica de los créditos impresos en cajas. Mey recibiría el premio interno de EA "Bombero del año", un galardón que se otorga a los empleados con mayor impacto en proyectos problemáticos. La versión para Genesis se anunció públicamente en marzo de 1991 y se lanzó en Norteamérica en septiembre de 1991. La versión de Amiga fue desarrollada por Peakstar Software, con música compuesta por Jason A.S. Whitely, y fue lanzado en diciembre de 1992. Road Rash fue convertido para Game Gear y Master System por Gary Priest de Probe Software, con música adaptada por Greg Michael. Estas versiones se publicaron en marzo de 1994. La versión para Game Boy fue publicada por Ocean Software y lanzada en junio de 1994.
En abril de 1996, THQ anunció que publicaría una versión de  Super NES de "Road Rash" para un lanzamiento de Navidad de 1996 que finalmente no se materializó. La versión para Genesis de Road Rash, junto con sus secuelas inmediatas II y 3, se incluyó en el PlayStation Portable título de compilación EA Replay en 2006.

## Recepción
La versión Génesis de "Road Rash" fue recibida con elogios de la crítica. KITS disc jockey Big Rick Stuart, escribiendo para GamePro, le dio al juego una puntuación perfecta y lo llamó "un juego de motocicleta de 16 bits instantáneamente adictivo con un giro algo enfermizo lanzado". La revista  MegaTech  decía: "¡Muchas carreras, muchas bicicletas y muchas emociones fuertes hacen de este el mejor corredor de la Mega Drive!". Paul Glancey y Tim Boone de Computer and Video Games describieron respectivamente el juego como un "beat 'em up en motocicletas" y "Super Hang-On con puños y garrotes lanzados"; Ambos revisores notaron que los gráficos eran convincentes en su creación de la ilusión de velocidad a pesar de las imágenes bastante simples, y Glancey agregó que la naturaleza agresiva del juego "amplía mucho el disfrute que obtienes de Road Rash y te hace preguntarte por qué nadie pensó en ello antes". Mark Bruton de Mega Zone dijo que la configuración "vívidamente realista" del juego se complementaba con los gráficos "excelentemente detallados" y el desplazamiento de paralaje de varios niveles, y se divirtió con las vocalizaciones de los moteros, que eran "muy gracioso de una manera enfermiza". Richard Leadbetter y Julian Rignall de Mean Machines elogiaron el convincente efecto tridimensional de los gráficos, y Leadbetter también elogió los efectos de sonido "brillantes" y la "gran" música de Hubbard.  Road Rash  fue el noveno título de Genesis más vendido en el Reino Unido en febrero de 1992. En los Estados Unidos, Road Rash fue el tercer título de Genesis con mayor alquiler en Blockbuster Video en abril de 1992, y el noveno con mayor alquiler en el mes siguiente. En el momento de su lanzamiento, "Road Rash" se convirtió en el título más rentable de EA. Mega colocó el juego en el puesto #8 en sus mejores juegos de Mega Drive de todos los tiempos. Game Informer lo clasificó como el 88.º mejor juego jamás realizado en su número 100 en 2001. El personal elogió su versión más violenta de los videojuegos de motocicletas.
El lanzamiento de Amiga de "Road Rash" fue recibido positivamente. Neil Jackson de Amiga Format encontró que la jugabilidad violenta era "simplemente divertida de thrash" que "molestaría a todos, desde el equipo de seguridad vial hasta la brigada Mary Whitehouse", pero agregó que el juego "suena como un kazoo [y] parece un ciclomotor en un 8 bits".  CU Amiga describió el juego como una alternativa "inmensamente jugable" y "agradablemente violenta" a los juegos de carreras normales, pero señaló que la versión para Amiga funciona más lenta que la versión para Genesis y "no brindan la sensación de cargar por una carretera a 120 mph". Road Rash fue el cuarto título de Amiga más vendido en el Reino Unido en su mes de debut, and remained among the top-30 best-sellers for five more months.
La versión para Game Gear/Master System también recibió críticas positivas. Manny LaMancha de GamePro elogió los controles simples, los gráficos limpios y claros, el audio amplio y el alto desafío. Radion Automatic y Lucy Hickman de Mean Machines Sega elogiaron la jugabilidad rápida y fácil de controlar, los sprites grandes y los gráficos detallados y fluidos, aunque Hickman notó la ausencia de modo de dos jugadores como inconveniente. "Road Rash" fue el sexto título de Game Gear más vendido en Babbage's en su primer mes, y se mantuvo dentro de los diez títulos de Game Gear más vendidos durante los próximos cinco meses.

## Legado
Road Rash fue seguida por dos secuelas para Genesis, Road Rash II y Road Rash 3, así como otros derivados desarrollados para plataformas posteriores como PlayStation, Nintendo 64 y Game Boy Advance. Los títulos para Genesis lograron un éxito crítico y comercial similar al de su predecesor, mientras que las entregas realizadas para consolas posteriores se encontraron con recepciones mixtas y no lograron recrear el éxito de las versiones de Genesis. EA intentó capitalizar el éxito de "Road Rash" reutilizando su motor de juego y una combinación de combate y carreras para el título de patinaje en línea "Skitchin'" de 1994. Road Rash: Jailbreak, la última entrega oficial de la serie, se lanzó en 2000. Un sucesor espiritual de la serie Road Rash, Road Redemption, fue desarrollado por Ian Fisch y lanzado en 2017.